# 約翰路易斯

2018年9月之前使用的图标

約翰路易斯（John Lewis & Partners，原John Lewis）是一家英國高檔連鎖百貨商店，母公司是約翰路易斯合夥公司，第一家約翰·路易斯於1864年開設於英國倫敦牛津街。現於英格蘭、蘇格蘭和威爾士有43家商店，其中以位於倫敦者為最大。
2008年1月1日，牛津街的約翰路易斯得到英國女王伊莉莎白二世的皇家認證，成為英國皇室的家具雜貨用品的提供商，此前一年雷丁的約翰路易斯也收到了類似的皇家認證。
2018年9月4日更名为“John Lewis & Partners”。

## 圣诞节广告
自2007年开始约翰路易斯每年圣诞节都会发布一则特殊的圣诞节广告，因题材新颖而广受媒体报道，成为英国圣诞节文化的一部分。

## 外部連結
维基共享资源上的相關多媒體資源：約翰路易斯
- 官方网站

51°29′49″N 0°08′40″W / 51.497°N 0.14434°W